# Circulus arteriosus cerebri

Circulus arteriosus cerebri

Der Circulus arteriosus (cerebri) (lateinisch Arterienring (des Hirns)) ist ein arterieller Gefäßring bei Säugetieren und zählt zu den extrazerebralen Anastomosen des Gehirns. Beim Menschen wird er durch drei Gefäße mit Blut versorgt und liegt dem Mittelhirn an der Gehirnbasis um den Hypophysenstiel und der Sehnervenkreuzung von anterokaudal (vorn und unten) an. Die Vorstellung eines Ringes, durch den Blut zirkuliert, ist im Regelfall nicht zutreffend. Vielmehr ist bei den meisten gesunden Menschen davon auszugehen, dass die drei hirnversorgenden Gefäße sich in Endäste aufspalten, die miteinander verbunden sind. Diese Verbindung ist meist nicht so stark ausgeprägt, dass ein plötzlicher, totaler Verschluss eines dieser Gefäße vor dem Ring durch die anderen Gefäße kompensiert werden kann. Bei chronischer Stenosierung verstärken sich jedoch die Anastomosen, so dass im Extremfall ein einziges speisendes Gefäß ausreicht, um die Blutversorgung des gesamten Gehirns zu gewährleisten.
Dieser Arterienring wird nach dem englischen Anatomen Thomas Willis auch als Circulus (arteriosus) Willisi (oder Willisii) bezeichnet.

## Hirnversorgende Gefäße

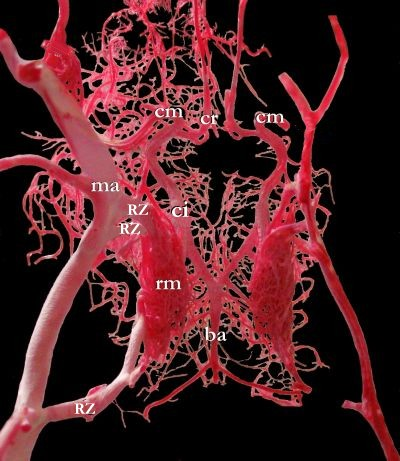
Circulus arteriosus eines Schafes

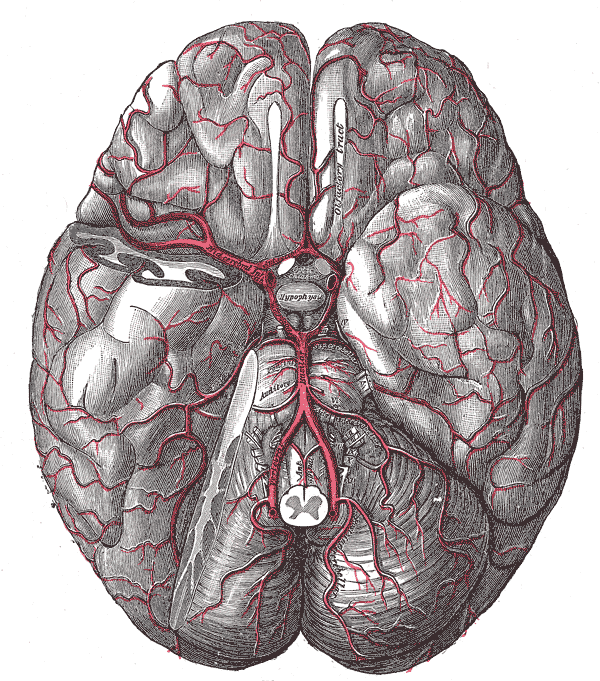
Circulus arteriosus des Menschen

### Arteria basilaris
Die Arteria basilaris („zur (Gehirn)basis gehörende Arterie“) zieht vom Rückenmark durch das Foramen magnum zum Hirnstamm. Sie entsteht aus dem Zusammenfluss des linken und rechten Endastes der Arteria vertebralis. Von der Arteria basilaris gehen, bevor sie ein Teil des Circulus arteriosus wird, noch verschiedene meist paarige Äste ab. Bei vielen Menschen ist eine der beiden Vertebralarterien hypoplastisch oder überhaupt nicht ausgebildet, ohne dass dies einen Krankheitswert hätte.

### Arteria carotis interna
Die Arteria carotis interna (innere Kopfarterie) ist paarig. Der vordere Teil des Circulus arteriosus wird von ihr und ihren Ästen gebildet. 

### Arteria carotis externa (nur bei Tieren)
Bei einigen Säugetieren (Paarhufer, Katze, Meerschweinchen) verschließt sich (obliteriert) die Arteria carotis interna nach der Geburt im Abschnitt außerhalb des Schädels. Der innerhalb der Schädelhöhle gelegene (intrakranielle) Abschnitt bleibt aber erhalten und bekommt sekundär von Ästen der Arteria maxillaris seinen Zufluss. In diesem intrakraniellen Anfangsabschnitt bildet die Arteria carotis interna bei Wiederkäuern ein sogenanntes „Wundernetz“ (Rete mirabile), eine Aufspaltung in viele kleine, miteinander kommunizierende Arterien, die sich wiederum zu einem großen arteriellen Gefäß vereinen. Bei der Katze und anderen Raubtieren bildet ein Ast der Arteria carotis externa nach Durchtritt durch das Keilbein die Arteria anastomotica, über die der Hauptteil der Blutversorgung des Circulus arteriosus läuft. Beim Menschen ist dies nicht der Fall. Bei Meerschweinchen wird etwa 40 % der Blutmenge zum Circulus arteriosus cerebri durch die Arteria ophthalmica interna transportiert.

## Zerebralarterien (Hirnarterien)
Die Hirnarterien sind Äste entweder der A. basilaris oder einer der beiden Arteriae carotides internae:
Äste der Arteriae carotides internae:
- Arteria cerebri anterior (bei Tieren: Arteria cerebri rostralis): versorgt die vorderen zur Mitte hin gelegenen Abschnitte des Großhirns. Die beiden vorderen Arterien sind durch einen Verbindungsast (Arteria communicans anterior) verbunden, die den Ring vorn komplettiert.
- Arteria cerebri media: wichtigstes Gefäß für die Versorgung des Großhirns

Äste der Arteria basilaris:
- Arteria cerebri posterior (bei Tieren: Arteria cerebri caudalis): versorgt die hinteren zur Mitte hin gelegenen Abschnitte des Großhirns

## Erkrankungen
Störungen der arteriellen Blutversorgung können zu einem Schlaganfall führen. Die Verlegung eines Gefäßes (z. B. durch einen Thrombus) oder die Verletzung der Gefäßwand, wie sie infolge eines Aneurysmas auftreten kann (siehe auch Subarachnoidalblutung) sind hierfür typische Ursachen.
Bei dem vor allem bei Asiaten auftretenden Moyamoya-Syndrom verengen sich die Gefäße im Gehirn langsam, was zu Schlaganfällen und transitorischen ischämischen Attacken führt.